# Angličanka a vévoda
Angličanka a vévoda (v originále L'Anglaise et le Duc) je francouzské filmové drama režiséra Érica Rohmera z roku 2001. Film se zakládá na skutečných událostech, vychází z autobiografické knihy Grace Elliotové Journal of My Life During the French Revolution.

## Děj
Lady Grace Elliott přesídlila z lásky k vévodovi Orleánskému, bratranci Ludvíka XVI., z Londýna do Paříže. Časem se však vytratí láska a zbude „jen“ hluboké, platonické přátelství, které není zničeno ani odlišnými politickými postoji Grace a vévody. Lady Grace je totiž přesvědčená royalistka, zatímco vévoda je stoupencem revolučních idejí. Oba nejsou žádní dogmatici a lidskost jim je cennější než ideály. Tak jejich přátelství přetrvá i události roku 1789.
Když se vévoda, člen Konventu, vysloví pro popravu svého královského bratrance, snaží se ho royalistka Grace ze všech sil od jeho záměru odvrátit - bez úspěchu. Jejich přátelství je vystaveno velké zkoušce, Grace navíc takřka přinutí vévodu, aby umožnil útěk do Anglie svému osobnímu nepříteli Champcenetzovi.
Ve zmatcích revoluce upadne Grace do smrtelného nebezpečí a jen na zásah samotného Robespierra unikne smrti. Vévoda naproti tomu skončí pod gilotinou. Ta nakonec čeká i Grace, ale Robespierova smrt přeruší jakobínskou hrůzovládu a Grace přežije.

## Obsazení
| Jean-Claude Dreyfus   | vévoda Orleánský                             |
| Lucy Russell          | Grace Elliott                                |
| Alain Libolt          | vévoda de Biron                              |
| Charlotte Véry        | Pulcherie, kuchařka                          |
| Rosette               | Fanchette                                    |
| Léonard Cobiant       | Champcenetz                                  |
| François Marthouret   | Dumouriez                                    |
| Caroline Morin        | Nanon                                        |
| Héléna Dubiel         | Madame Meyler                                |
| Laurent Le Doyen      | důstojník v Miromesnilu                      |
| Georges Benoît        | starosta v Miromesnilu                       |
| Serge Wolfsperger     | Aide                                         |
| Daniel Tarrare        | Justin, vrátný                               |
| Marie Rivière         | Madame Laurent                               |
| Michel Demierre       | Chabot                                       |
| Serge Renko           | Vergniaud                                    |
| Christian Ameri       | Guadet                                       |
| Eric Viellard         | Osselin                                      |
| François-Marie Banier | Robespierre                                  |
| Henry Ambert          | úředník v Meudonu                            |
| Charles Borg          | první důstojník u Vaurigardské brány         |
| Claude Koener         | druhý důstojník u Vaurigardské brány         |
| Jean-Paul Rouvray     | třetí důstojník u Vaurigardské brány         |
| Axel Colombel         | první kolemjdoucí u karmelitánského kláštera |
| Gérard Martin         | druhý kolemjdoucí u karmelitánského kláštera |
| Gérard Baume          | muž na Boulevardu Saint-Martin               |
| Joël Templeur         | důstojník patroly ve Versailles              |
| Bruno Flender         | první strážce                                |
| Thierry Bois          | druhý strážce                                |
| William Darlin        | opilý strážce                                |
| Anne-Marie Jabraud    | Madame de Gramont                            |
| Isabelle Auroy        | Madame de Châtelet                           |
| Jean-Louis Valéro     | pouliční zpěvák                              |
| Michel Dupuy          | portýr v rue de Lancry                       |
| Pascal Ribier         | voják                                        |
| Emma Le Doyen         |                                              |
| Anthony Dunand        |                                              |
| Elisabeth Morat       |                                              |
| Marc Ligaudan         |                                              |
| Maria Da Silveira     |                                              |
| Luc-Antoine Salmont   |                                              |
| Alain Uguen           |                                              |
| François Rauscher     |                                              |
| Edwige Shaki          |                                              |
| Antoine Beau          |                                              |
| Jérôme Beaudet        |                                              |
| Jacques Meunier       |                                              |
| Pierre Sambet         |                                              |
| Lucette Labreuil      |                                              |
| Guy D'Agences         |                                              |
| Martine Hatrisse      |                                              |
| Arnaud Duléry         |                                              |
| Eric Moreau           |                                              |

## Zajímavosti
- Exteriéry snímku jsou vytvořeny pomocí digitální technologie.

## Ocenění
- V roce 2002 byl film nominován na dva Césary - za nejlepší kostýmy a výpravu.
- Roku 2001 byl Éric Rohmer za tento snímek nominován na cenu European Film Award pro nejlepšího režiséra.